# Solonovka (vattendrag i Vitryssland)
Solonovka (ryska: Солоновка) är ett vattendrag i Belarus.   Det ligger i voblasten Vitsebsks voblast, i den norra delen av landet, 250 km nordost om huvudstaden Minsk. Solonovka ligger vid sjön Ozero Vysjedskoje.
I omgivningarna runt Solonovka växer i huvudsak blandskog. Runt Solonovka är det glesbefolkat, med 10 invånare per kvadratkilometer.